# Life Is Strange: True Colors
Life Is Strange: True Colors egy közelgő grafikus kaland videojáték, amelyet a Deck Nine fejlesztett ki, és amelyet és amelyet a Square Enix európai leányvállalata adott ki a Microsoft Windows, a PlayStation 4, a PlayStation 5, az Xbox One, az Xbox Series X/S, Nintendo Switch és Stadia platformokra. Ez a Life Is Strange sorozat ötödik része, a Life Is Strange 2-t követő harmadik fő játék. A True Colors 2021. szeptember 10-én jelent meg. A cselekmény Alex Chenre összpontosít, egy fiatal nőre, aki megtapasztalhatja mások érzelmeit, miközben megpróbálja megoldani testvére halálának rejtélyét.

## Játékmenet
A Life Is Strange: True Colors egy grafikus kalandjáték, amely harmadik személy nézetben játszódik. A játékos különböző helyszíneket fedezhet fel Haven Springs kitalált környezetében, és kommunikálhat nem játszható karakterekkel.

## Cselekmény
Alex Chen újra találkozik testvérével, Gabe-al, miután gondokkal teli gyermekkora volt a nevelőszülőivel. Miután Gabe-t egy titokzatos balesetben meggyilkolták, Alex kivizsgálja a balesetet, és médiumi empátia-alapú képességével képes látni, hogy mások hogyan érzik magukat körülötte - valószínűleg annak az árán, hogy „megfertőzik” érzelmeikkel. Útja során Alex megismerkedik Colorado festői hegyi városának, Haven Springs-nek sok állampolgárával, köztük két potenciális szerelmi érdeklődéssel, Ryan-nel és Steph-el, akik közül utóbbi megjelent a Life Is Strange: Before the Storm című játékban.

## Fejlesztés
Egy 2019-es interjú során Raoul Barbet és Michel Koch (a Dontnod Entertainment, a sorozat korábbi játékainak fő fejlesztői) egyaránt kifejezték érdeklődésüket a franchise jövője iránt, ideértve a potenciális Life is Strange 3-t is, de kifejtették, hogy a jogok a Square Enix-hez tartoznak és a franchise jövőjéről szóló döntések tőlük függenek. A közös univerzumban létező játékok kilátásaira Jean Luc Cano hozzátette: „A dolog, amit elmondhatunk nektek, hogy Max és Chloe története a Life Strange 1-ben számunkra teljes, és Sean és Danielnek a története a Life is Strange 2 című játékban el lett mesélve, de talán egyszer még láthatjuk őket.” 2019 és 2021 között számos változás történt a Dontnodnál, beleértve az eredeti Life is Strange csapat egy részének leválását, amely új Montreálban lévő Dontnod stúdiót alkot, és a Tencent 2021 januárjában kisebbségi részesedést szerzett Dontnodban. Az iparági pletykák szerint a Square Enix eltávolította Dontnodot a Life is Strange sorozat vezető fejlesztői szerepéből.
A Deck Nine, amely korábban dolgozott az első játék előzményén, a Before the Storm-on, 2017-ben kezdte meg a True Colors-on való munkálatokat. 2021. március 18-án a Square Enix élő digitális bemutató keretében mutatta be a játékot, az eredeti Life Is Strange és Before The Storm 2021-ben később megjelenő remasterelt kiadásainak bejelentésével együtt. Alex motion capture alakítását Erika Mori színésznő végzi el.
A játék zenéje tartalmazza a Radiohead Creep című dalának mxmtoon általi feldolgozását, aki Alex énekhangját is biztosítja. További kiemelt művészek közé tartozik: Novo Amor, Phoebe Bridgers és Gabrielle Aplin.

## Kiadás
A True Colors megjelenése a tervek szerint 2021. szeptember 10-én jelenik meg a Microsoft Windows, a PlayStation 4, a PlayStation 5, az Xbox One, az Xbox Series X és a Series S, valamint Google Stadia platformokon. A sorozat korábbi játékaitól eltérően, amelyek epizódos megjelenési ütemtervvel rendelkeztek, a játék teljes egészében megjelenik a megjelenés idején. A játék ettől függetlenül még mindig fejezetekben van felépítve, hogy a játékos kisebb szegmensekben élhesse meg a játékot.
A játék Deluxe Edition-ben is lesz kapható, ami egy exkluzív, Wavelenghts című történetet tartalmaz Steph főszereplésével. A játék Ultimate Edition változata ezen felül még a Life Is Strange és Before the Storm remasterelt verzióit is tartalmazza.

## Fordítás
Ez a szócikk részben vagy egészben  a   Life is Strange: True Colors című angol Wikipédia-szócikk ezen változatának fordításán alapul.  Az eredeti cikk szerkesztőit annak laptörténete sorolja fel. Ez a jelzés csupán a megfogalmazás eredetét és a szerzői jogokat jelzi, nem szolgál a cikkben szereplő információk forrásmegjelöléseként.